# 223. strelska divizija (ZSSR)
223. strelska divizija (izvirno rusko 223. стрелковая дивизия; kratica 223. SD) je bila strelska divizija Rdeče armade v času druge svetovne vojne.

## Zgodovina
Divizija je bila ustanovljena septembra 1941 na Kubi.